# Priest Hutton
 (avril 2023).
Pour les articles homonymes, voir Hutton.
Priest Hutton est un village et une paroisse civile du Lancashire, en Angleterre.